# Calymperes crassinerve
Calymperes crassinerve är en bladmossart som beskrevs av Georg Friedrich von Jaeger 1873. Calymperes crassinerve ingår i släktet Calymperes och familjen Calymperaceae. Inga underarter finns listade i Catalogue of Life.